# Ochidagen
Ochidagen[uttal saknas] (kan även stavas Ocidagen, grekiska:Επέτειος του Όχι), ungefär "nejdagen", infaller den 28 oktober, och är en allmän helgdag som årligen firas i Grekland, Cypern och bland grekiska grupperingar utanför Grekland. Dagen firas till minne av den grekiska premiärministern Ioannis Metaxas (premiärminister mellan 4 augusti 1936 och 29 januari 1941) berömda nejsvar (óchi) på Mussolinis ultimatum den 28 oktober 1940 att Grekland skulle kapitulera.

## Det italienska ultimatumet
Ultimatumet som framfördes till Greklands premiärminister Ioannis Metaxas av den italienska ambassadören i Grekland, Emanuele Grazzi, vid gryningen 28 oktober 1940, efter en fest i den tyska ambassaden i Aten, krävde att Grekland tillät axelmakterna att gå in på grekiskt territorium och ockupera vissa ospecificerade "strategiska platser" eller annars bli angripna. Ultimatumet påstås ha mötts av ett enda kortfattat ord: όχι (nej). Som svar på Metaxas vägran gick italienska trupper som var stationerade i Albanien, då ett italienskt protektorat, över den grekiska gränsen samma morgon. Detta drog in Grekland i andra världskriget. 
Från och med 1942 firas detta som ochidagen.

## Firandet av årsdagen
Under kriget högtidlighölls varje år minnet av den 28 oktober av greker världen runt och i Grekland, och efter andra världskriget blev det en allmän helgdag i Grekland. Händelsen 1940 firas varje år med militär- och studentparader och de flesta allmänna byggnader dekoreras med den grekiska flaggan.